# 1614 au théâtre
| Années du théâtre : 1611 - 1612 - 1613 - 1614 - 1615 - 1616 - 1617    |
| Décennies du théâtre : 1580 - 1590 - 1600 - 1610 - 1620 - 1630 - 1640 |

## Événements
- Réouverture à Londres du Théâtre du Globe incendié l'année précédente.

## Pièces de théâtre publiées
- Pieter Corneliszoon Hooft, Achilles en Polyxena (nl) [Achille et Polyxène], tragédie, Amsterdam. Cette première pièce du dramaturge néerlandais, écrite vers 1598 alors qu'il a 17 ans, considérée comme la première tragédie classique néerlandaise[1], est publiée sans son aval[2].

## Pièces de théâtre représentées
- 31 octobre : La Foire de la Saint-Barthélemy, comédie de Ben Jonson, Londres, Hope Theatre.

## Naissances
- 14 avril : Marthe Cosnard, dramaturge française, morte après 1659.

## Décès
- Date précise non connue :
  - Cristóbal de Virués, dramaturge et poète espagnol, né en 1550.